# 川軍入藏
川軍入藏，指清朝驻藏大臣兼川滇边务大臣趙爾豐在1910年率川軍入西藏平定亂事，是趙爾豐在康區軍政改革後的延伸。亦是清朝治藏歷史最後一筆。

## 名稱
部份国外文獻将其称为1910年中國入侵西藏:222。

## 背景
19世纪末，英屬印度成立。1902年英国為擴張其在印度次大陸的勢力；並且防止俄国勢力南下西藏甚至印度；故在1903年入侵西藏，佔領拉萨；並要求噶倫等官員簽訂《拉薩條約》；但駐藏大臣拒絕簽署。英軍收兵後，中國派修約代表，與英國簽訂《中英續訂藏印條約》，英國承諾不占并藏境及不干涉西藏一切政治，中國也保證不准他國干涉西藏内治。英国在西藏的扩张刺激了清朝迅速采取开发西藏的一系列措施。
1905年，清駐藏幫辦大臣鳳全在藏区被反清藏民杀害，引发巴塘事變，赵尔丰武力解决四川藏区问题，並開始在西康進行改土歸流的政策。这触犯了西藏高層的利益，原本反英的西藏高層統治者轉而成爲親英，而得到英國支持的西藏軍隊也經常在西康和川邊與清軍發生軍事衝突。

## 过程
1908年赵尔丰任駐藏大臣兼任川滇邊務大臣，1909年，他挫敗進攻巴塘的藏軍，並攻入西藏，进占江卡、貢覺等四個部落地區，越過丹達山向西，一直到達江達宗，1910年2月12日，在赵尔丰边军的支援下，鍾穎率川军进入拉萨。刚回到西藏不久的達賴喇嘛逃往英屬印度，駐藏大臣聯豫向朝廷奏報，清政府遂于2月25日宣布剥夺十三世达赖喇嘛的名号。赵尔丰請求乘勝平定西藏全土，並建議在藏區推行革教易俗政策，由於擔心其舉措過激，清政府沒有允許。
赵尔丰改土归流，移内地民众实边推动垦务，废除土司制度和寺庙特权，发展藏区农牧业、手工业、交通邮电业和文化教育事业。钟颖军与赵尔丰军会师于查木多（昌都），后迅速推进到工部（今林芝专区首府八一镇附近），对整个工部和波密地区（昌都、林芝地区）进行改土归流，消灭了长期威胁丹达岭以西的后藏安全的波密土王白马青翁独立政权。先后建立查木多、江达（工部）等十多个县，赵同时向南派兵，在察隅地区（今西藏自治区最东南，临中印边境东段之东，与印占瓦弄相邻），建立了察隅县。趙爾豐意欲於波密置縣，改土歸流，但不久武昌起義作，計劃擱淺。
1911年辛亥革命爆发，赵尔丰在成都被革命军斩首，次年清朝对西藏统治结束，西藏再次实質獨立。